# اندی مک‌کی
اندی مک‌کی (انگلیسی: Andy McKee؛ زادهٔ ۴ آوریل ۱۹۷۹) موسیقی‌دان اهل ایالات متحده آمریکا است. وی از سال ۲۰۰۱ میلادی تاکنون مشغول فعالیت بوده‌است.